# Sança d'Aragó i de Bigorra
Sança d'Aragó i de Bigorra (Aragó, 1065-1097) va ser una infanta d'Aragó i comtessa consort d'Urgell.
Filla de Ramir I d'Aragó i d'Ermessenda de Bigorra. Va ser casada amb Ermengol III d'Urgell, comte que contreia terceres núpcies. A la mort del comte el 1065 a terres andalusines, va tornar al regne d'Aragó, on va contribuir al creixement del monestir femení de Santa Maria a Santa Creu de la Serós, localitat on s'havia instal·lat la infanta vers 1070, pròxima a les seves germanes Urraca i Teresa. Durant la seva viudetat el 1067 va fer donació a Ramon Berenguer I de Barcelona del castell de Pilzà, a la Ribagorça, i de la tercera part del Purroi, que havia heretat del seu marit. Tanmateix, les seves activitats es van limitar a Santa Creu, on el 1095 va afegir nous béns al monestir per continuar les obres del monestir, a la capçalera de l'església.
La comtessa va morir a mitjan 1097 i va rebre sepultura al monestir de Santa Maria en un magnífic sarcòfag que devia fer construir Pere I d'Aragó.